# Comapa (Jutiapa)
Comapa (del náhuatl, significa «río de comales») es un municipio del departamento de Jutiapa de la región oriente de Guatemala. Fue fundando como municipio el 8 de mayo de 1852.

## Toponimia
Muchos de los nombres de los municipios y poblados de Guatemala constan de dos partes: el nombre del santo católico que se venera el día en que fueron fundados y una descripción con raíz náhuatl; esto se debe a que las tropas que invadieron la región en la década de 1520 al mando de Pedro de Alvarado estaban compuestas por soldados españoles y por indígenas tlaxcaltecas y cholultecas. En el caso de Comapa, originalmente recibió el nombre de San Cristóbal Compapa, en honor a Cristóbal de Licia, entonces santo católico; por su parte, el topónimo «Comapa» proviene del vocablo náhuatl «comalli» (español: significaría «comal») y «apant» (español: «río»).

## División política
Comapa tiene una extensión de 132 km² siendo uno de los municipios más grandes de Jutiapa. Cuenta con nueva aldeas, treinta y dos caseríos, cuatro ríos que son:
| División | Listado |
| -------- | --- |
| Aldeas   | 1. San Cristóbal 2. San José 3. Guachipilín 4. Estanzuela 5. El Carrizo 6. El Pinal 7. El Melonar 8. Caparrosa 9. Escuinapa 10. El Zapote |
| Caseríos | 1. El Limón 2. San Juan 3. Buena Vista 4. Estancia Vieja 5. Almolonga 6. El Playón 7. San Blas 8. El Tempisque 9. El Remolino 10. El Coyol 11. Santa Bárbara 12. El Pinito 13. Talpetates 14. Casas Viejas 15. El Platanar 16. El Coco 17. El Jícaro 18. Apantén 19. El Jocote 20. El Ixcanal 21. Las Barrancas 22. San Antonio 23. San Ramón 24. El Comalito 25. Copalapa 26. Pozas Blancas 27. El Cuje 28. El Coyolito 29. El Zope 30. La Crucita 31. Las Pilas 32. La Laguna 33. El Rodeo 34. Tres Cerros 35. San Miguel |

## Geografía física

### Hidrología
Los ríos que atraviesan Comapa son: Pululá, Estanzuela Paz, Sanarate y San Nicolás.

### Ubicación geográfica
Comapa se encuentra localizada al sur del departamento de Jutiapa y a 40 kilómetros de la cabecera departamental; sus colindancias son:
- Norte: Jutiapa, municipio del departamento de Jutiapa
- Sur: República de El Salvador
- Este: El Adelanto y Zapotitlán, municipios del departamento de Jutiapa
- Oeste: Jalpatagua, municipio de Jutiapa[7]

|                   | Norte: Jutiapa                |                              |
| Oeste: Jalpatagua |                               | Este: El Adelanto Zapotitlán |
|                   | Sur: República de El Salvador |                              |

De la cabecera departamental, Jutiapa, por la ruta nacional 12 hay 19 km al entronque con la ruta departamental que va a unirse con la ruta nacional 22. A 9 km. antes del citado empalme, por la ruta departamental que conduce a la cabecera municipal de Comapa. A la misma también puede accederse por la carretera nacional CA-8, así como con otras vías que hacia el norte, enlazan a la cabecera con la ciudad de Jutiapa. También cuenta con roderas y veredas que unen a sus poblados y propiedades rurales entre sí y con los municipios vecinos.
Por carretera asfaltada desde la ciudad capital por la CA-1 (interamericana) cruce en el entronque de la Aldea El Amaton Quezada, por carretera asfaltada hasta la aldea San Ixtan, luego carretera de asfalto hasta llegar al centro del municipio.

## Gobierno municipal
Los municipios se encuentran regulados en diversas leyes de la República, que establecen su forma de organización, lo relativo a la conformación de sus órganos administrativos y los tributos destinados para los mismos.  Aunque se trata de entidades autónomas, se encuentran sujetos a la legislación nacional y las principales leyes que los rigen desde 1985 son:
| N.º | Ley                                                | Descripción |
| --- | -------------------------------------------------- | --- |
| 1   | Constitución Política de la República de Guatemala | Tiene una regulación legal específica para los municipios en los artículos 253 al 262. |
| 2   | Ley Electoral y de Partidos Políticos              | Ley de carácter constitucional aplicable a los municipios en el tema de la conformación de sus autoridades electas. |
| 3   | Código Municipal                                   | Decreto 12-2002 del Congreso de la República de Guatemala. Tiene la categoría de ley ordinaria y contiene preceptos generales aplicables a todos los municipios, e inclusive contiene legislación referente a la creación de los municipios.             |
| 4   | Ley de Servicio Municipal                          | Decreto 1-87 del Congreso de la República de Guatemala. Regula las relaciones entra la municipalidad y los servidores públicos en materia laboral. Tiene su base constitucional en el artículo 262 de la constitución que ordena la emisión de la misma. |
| 5   | Ley General de Descentralización                   | Decreto 14-2002 del Congreso de la República de Guatemala. Regula el deber constitucional del Estado, y por ende del municipio, de promover y aplicar la descentralización y desconcentración económica y administrativa.                                |

El gobierno de los municipios está a cargo de un Concejo Municipal mientras que el código municipal —ley ordinaria que contiene disposiciones que se aplican a todos los municipios— establece que «el concejo municipal es el órgano colegiado superior de deliberación y de decisión de los asuntos municipales […] y tiene su sede en la circunscripción de la cabecera municipal»; el artículo 33 del mencionado código establece que «[le] corresponde con exclusividad al concejo municipal el ejercicio del gobierno del municipio».
El concejo municipal se integra con el alcalde, los síndicos y concejales, electos directamente por sufragio universal y secreto para un período de cuatro años, pudiendo ser reelectos.
Existen también las Alcaldías Auxiliares, los Comités Comunitarios de Desarrollo (COCODE), el Comité Municipal del Desarrollo (COMUDE), las asociaciones culturales y las comisiones de trabajo. Los alcaldes auxiliares son elegidos por las comunidades de acuerdo a sus principios y tradiciones, y se reúnen con el alcalde municipal el primer domingo de cada mes, mientras que los Comités Comunitarios de Desarrollo y el Comité Municipal de Desarrollo organizan y facilitan la participación de las comunidades priorizando necesidades y problemas.
Los alcaldes que ha habido en el municipio son:
- 2020-2024: Cesar Estuardo Vásquez Recinos
- 2016-2020: César Estuardo Vásquez Recinos
- 2012-2016 José Adonay Barrientos
- 2008-2012 José Adonay Barrientos
- 2004-2008 José Ottoniel Vásquez Salguero

## Historia
Durante el período hispánico se conoció la cabecera también como San Cristóbal Comapa, por haber estado bajo la advocación de San Cristóbal. La cabecera está ubicada en una pequeña planicie de la serranía que, hacia el sur, desciende a la frontera con El Salvador. 
En documentos oficiales, Comapa apareció durante la primera década del siglo xix con categoría de pueblo, dependiente del curato de Jutiapa, aunque ya a mediados del xvii se mencionaba al actual pueblo que pertenecía al entonces Corregimiento de Guazacapán.

### Tras la Independencia de Centroamérica
La constitución del Estado de Guatemala promulgada el 11 de noviembre de 1825 estableció los circuitos para la administración de justicia en el territorio del Estado y menciona que el poblado de Comapa era parte del Circuito Jalpatagua en el Distrito N.º 3 (Mita), junto con Jalpatagua, Sacualpa, Tempisque, Asulco, Conguaco, Moyuta, Pasaco, Sapuyuca, San Vicente, Coco, Platanar, San Diego, Laguna Grande, Don Melchor, San Isidro, Soyate y Coatepeque.

### Creación del departamento de Jutiapa
La República de Guatemala fue fundada por el gobierno del presidente capitán general Rafael Carrera el 21 de marzo de 1847 para que el hasta entonces Estado de Guatemala pudiera realizar intercambios comerciales libremente con naciones extranjeras.  El 25 de febrero de 1848 la región de Mita fue segregada de Chiquimula, convertida en departamento y dividida en tres distritos: Jutiapa, Santa Rosa y Jalapa.  Específicamente, el distrito de Jutiapa incluyó a Jutiapa como cabecera, Yupiltepeque, Asunción y Santa Catarina Mita y los valles aledaños que eran Suchitán, San Antonio, Achuapa, Atescatempa, Zapotitlán, Contepeque, Chingo, Quequesque, Limones y Tempisque;  además, incluía a Comapa, Jalpatagua, Asulco, Conguaco y Moyuta.
Como municipio del departamento de Jutiapa aparece mencionado, al crearse éste departamento, conforme al decreto del 8 de mayo de 1852.

## Producción
La producción que obtiene el municipio es muy variada porque que es una pieza fundamental del comercio que adquiere esta localidad; hay cultivos que exportan incluso a la ciudad capital entre otros artículos. Las principales fuentes de comercio que tiene este municipio son la agricultura, ganadería y artesanías.

### Agricultura
Las principales siembras que tiene Comapa son: café, maíz, ayote, rosa de jamaica, maicillo, frijol, henequén, maguey, jocote de corona y jocote de verano.

### Ganadería
Puesto que Comapa es un municipio con pocas calles pavimentadas, las ganaderías aprovechan todos los recursos naturales que da la tierra, muchas personas pueden criar muy bien a animales como las vacas, gallinas, conejos, pavos, ovejas, cabras, cerdos, entre otros. Algunas de las producciones que obtienen son: leche, crema, queso, huevos y chicharrones.

### Artesanías
Se podría decir que las artesanías lo han sostenido a lo largo del tiempo empezando por el siglo XX ya que han logrado una comercialización muy extensa vendiendo productos como hamacas, redes, bolsas de pita, lazos, arganillas. Utilizan mucho el maguey para crear todo tipo de utensilios del hogar. También acostumbran a crear artículos de jarcia, barro entre otros.
Aldea Estanzuela es el lugar donde a un se fabrican estos artículos de barro, ya que sus productos son muy vendidos en diferentes departamentos de Guatemala , por su buena calidad y durabilidad.